# Bambusové textilní vlákno

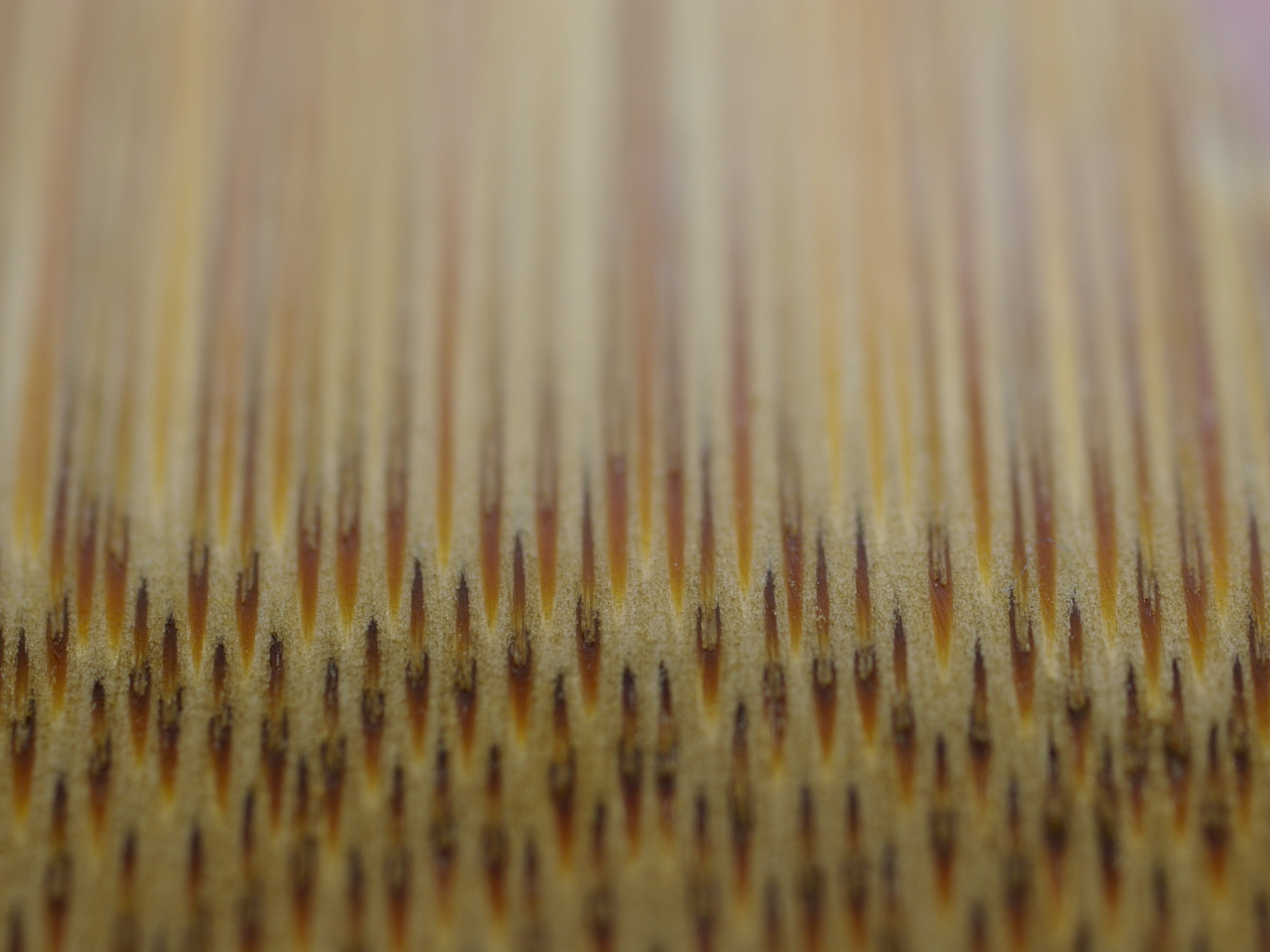
Mikroskop. snímek průřezu stonkem bambusu

Bambusové vlákno je označení používané pro textilní surovinu získanou ze stonku bambusu mechanickými nebo chemickými metodami.
Vlákna pro průmyslové textilní zpracování jsou známá teprve od konce 20. století. Údaje o jejích vlastnostech a použití v textilních výrobcích pocházejí z různých článků v odborných časopisech, jejichž obsah se v některých bodech značně rozchází.  

## Z historie textilních bambusových vláken
Zmínky s povšechnými údaji o textiliích z bambusových vláken svědčí o jejich pravděpodobné existenci už v dávných letech (lana z bambusu před 2000 lety, bambusové = uhlíkové vlákno v žárovce z roku 1854 aj).
První patent na oddělení vláken od bambusového stonku obdržel v USA Philipp Lichtenstadt v roce 1864, technologie však nebyla prakticky realizována. Bambusová dřevina se (vedle jiných rostlinných materiálů) k výrobě viskózových vláken začala používat ve 20. století.
První prakticky použitelná „mechanická“ metoda získání textilních vláken z bambusu byla patentována v Číně (Hebel Jigao Chemical Fibre Co) v roce 2003.

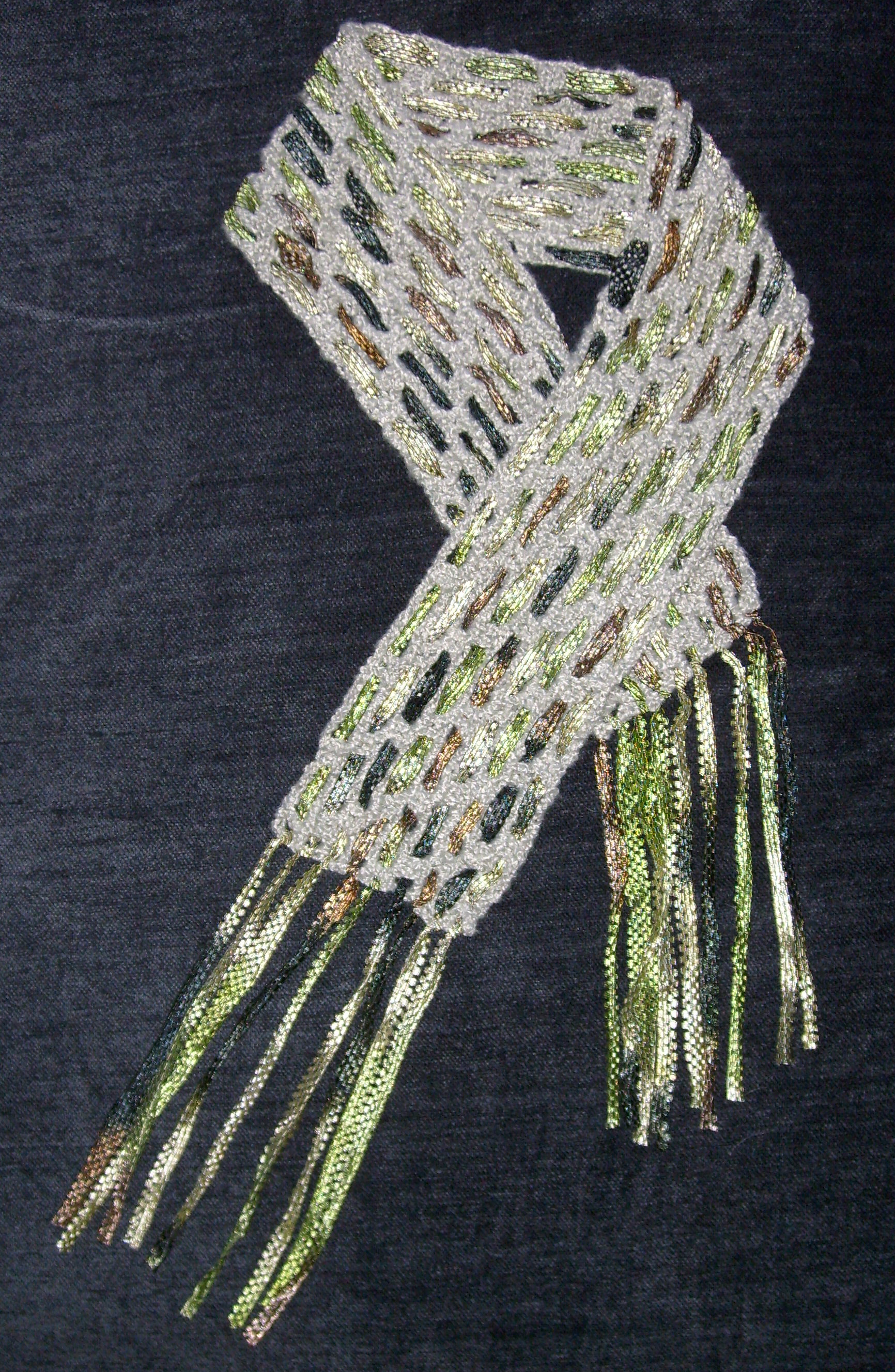
Šála z bambusových a textilních vláken

Na začátku 21. století pocházejí všechny dodávky bambusových vláken pro průmyslové zpracování z Číny. V roce 2016 se prodávala
- viskózová vlákna z bambusu za 1,80 €/kg[9] konvenční viskózová vlákna stála rovněž 1,80 €/kg[10]
- „přírodní“, bez chemických prostředků rafinovaná bambusová vlákna za 8,40 €/kg (australská merinová vlna stála 5,75 € /kg)[11]

Výroba viskózových vláken se odhadovala na 40 000 ročních tun, údaje o mechanicky regenerovaných vláknech nebyly dosud publikovány. V roce 2011 jich přišlo na trh jen nepatrné množství.
K hlavním prodejním argumentům patří ekologická a zdravotní nezávadnost výroby a použití výrobků z bambusových vláken.

## Způsoby výroby resp. získávání vláken a zpracování na přízi

### Mechanické rozvláknění bambusových stonků
Stejná technologie se používá pro přípravu suroviny k výrobě šapové příze. Vlákna se odkližují (zpravidla s pomocí enzymů), bělí, případně mastí emulzí a řežou na požadovanou délku. Zpracování na přízi je velmi nákladné, použití vláken je proto velmi omezené.

### Vlákna upravená bez ekologicky škodlivých prostředků
Vlákno se získává z bambusu druhu Guizhu na speciálně vypěstované a udržované plantáži v čínské provincii Kuej-čou. Kůra se odškrabuje ze stonků na poloautomatických strojích, materiál se pak několikrát střídavě máčí v enzymové a vodní lázni, prochází potěracím a válcovým mykacím strojem. Mykaný vlákenný materiál má délku 2 až 150 mm, průměr 4 až 150 µm a průměrnou jemnost 5,8 dtex. Vytříděná část vláken pak dále zpracovává průchodem několika pasáží protahovacích strojů a česáním. Finální úprava sestává z bělení a čištění peroxidem.
Výrobcům příze se dodávají vlákna s délkou 90 mm nebo krácená na 50 a 65 mm. Vlákna se dají zpracovávat na přízi bavlnářskou nebo i vlnařskou technologií na jemnosti do 15 tex.
Podobným způsobem, zvlákňováním v rozpouštědle, se vyrábí viskózové vlákno Lyocell. Švýcarské vlákno Litrax 1, které se rovněž zakládá na přípravě bambusové suroviny v enzymové lázni, získalo certifikát Standard 100 by Oeko-Tex.

### Viskózová vlákna z bambusové dřeviny
Viskózová vlákna z bambusu se vyrábějí v principu stejnou technologií jako „regenerovaná celulóza“ z jiných dřevin (buk, eukalyptus aj.).
Výrobci dodávají stříž o jemnosti 1,33 – 3,33 dtex v délkách 38-76 mm a filamentové příze 84 dtex f 18 – 167 dtex f30.
Staplové „bambusové“ příze se dají vypřádat bavlnářskou technologií do jemnosti 15 tex a vlnařské (často jako směsi s jinými materiály) do jemnosti 10 tex.

## Vlastnosti bambusových vláken a jejich použití
Fyzikální vlastnosti srovnatelných druhů vláken:
| Vlastnost                 | Bambus rozvl. enzymy() | Bambusová viskóza | Konvenční viskóza | Lyocell | Bavlna |
| pevnost za sucha (cN/tex) | 23,3                   | 20-25             | 18-26             | 27-45   | 20-43  |
| pevnost za mokra (cN/tex) | 13,7                   | 13-17             | 9-15              | 30-35   | 27-56  |
| tažnost (%)               | 23,8                   | 14-24             | 15-25             | 12-16   | 6-10   |
| navlhavost (%)            | 13                     | 13                | 10-16             | 11-12   | 7-8    |

Srovnatelné údaje o mechanicky rafinovaných vláknech nebyly dosud publikovány.

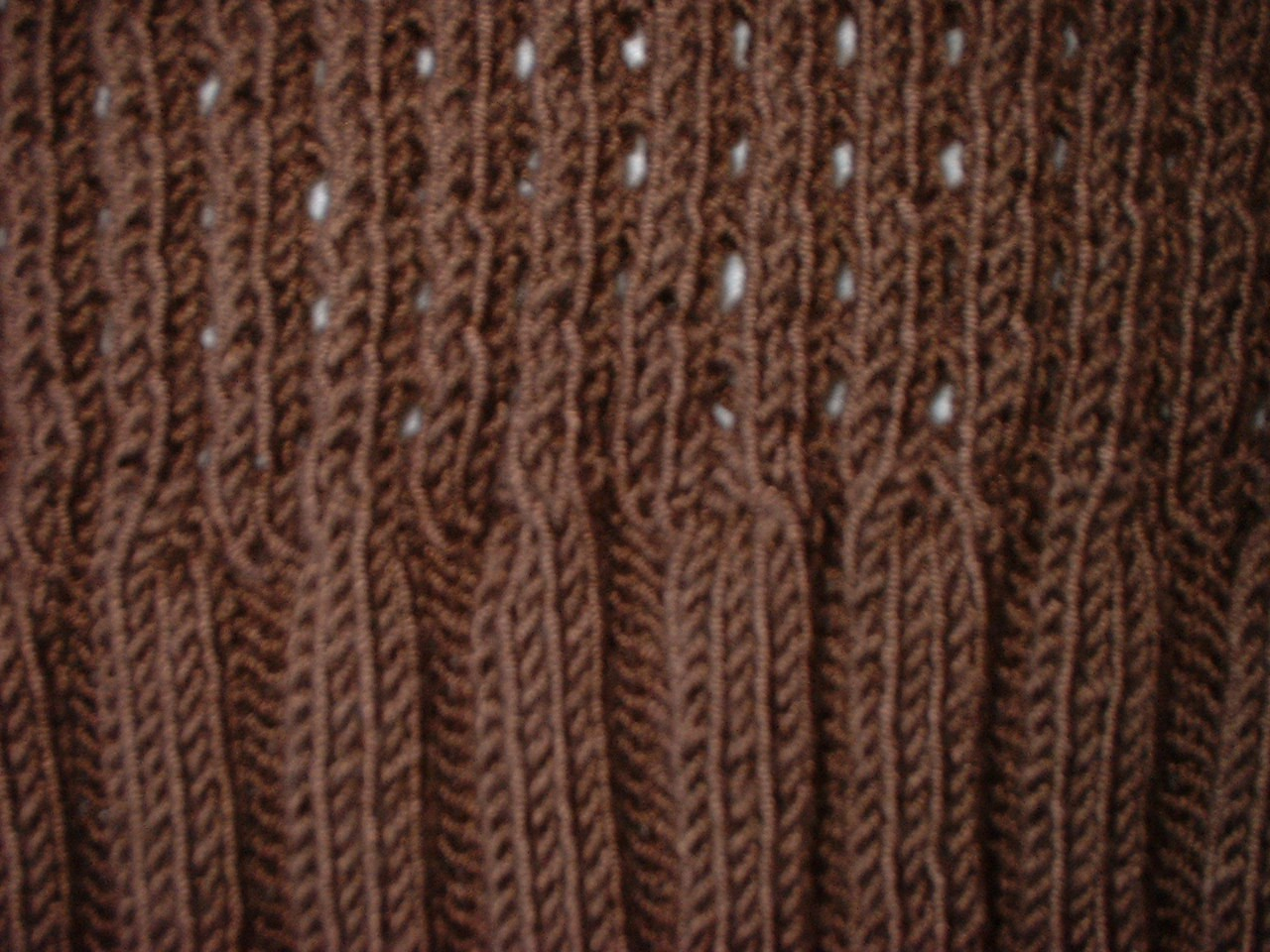
Část ruční pleteniny ze směsové příze 50% PAC/50% "bambusová" vlákna

Vlákna mají příjemnější omak než bavlna, oproti bavlně jsou vlákna odolnější proti množení bakterií – viskózová 60 %, přírodní o 75 % (způsobeno obsahem látky zvané kun). Výrobky z bambusu se snadněji barví a vybarvení je brilantnější než u jiných materiálů z celulózy.
Příze z bambusových vláken se často používají na ruční pletení.
(Pletenina na snímku vpravo je část dámské vesty z měkce točené příze 43 tex x 2 x 4 (osminásobně skané). Příze přišla v roce 2007 na evropský trh jako vývojový výrobek s novým - bambusovým vláknem).
Pro plošné textilie se uvádí jako možné použití:
svrchní oděvy a spodní prádlo, hygienické potřeby, dekorace, tapety, ručníky, župany aj.

## Ekologické aspekty výroby textilií z bambusových vláken
Přívlastek "z bambusových vláken" byl u většiny výrobků mnoha odborníky kritizován a označován za reklamní trik. Jedná se podle nich o viskózová vlákna vyrobená konvenčním způsobem z bambusové dřeviny.
Americká Federal Trade Comission si stěžovala v roce 2009 na obchodní firmy, že prodávají textilie pod označením bambusové, ačkoliv se jedná o výrobky z umělých viskózových vláken obsahující chemikálie a také, že nemají antibakteriální vlastnosti uváděné v reklamě. Komise vyzvala obchodníky, aby pro ně používali označení „rayon“ (viskózový filament), jinak že jim hrozí vysoké pokuty.
Analýza jihoafrických vědců (Stellenbosch University) z roku 2011 zabývající se obsahem antibakteriálních látek a chemikálií v pleteninách z celulózových vláken ukázala, že jak „přírodní“ bambusová vlákna tak i bambusová viskóza obsahují látku kun, která zamezuje šíření bakterií. Oproti bavlně je odpor proti bakteriím u viskózy o 60 % a u přírodně rafinovaných vláken o 75 % vyšší. Stopy síry zjištěné v pletenině z bavlny byly 0,012 %, z "přírodního" bambusu 0,013 % a z bambusové viskózy 0,018 %.
Podle některých pozdějších odborných publikací se vlastnosti „bambusového kunu“ během přeměny na regeneovaná vlákna vytrácí a v „bambusových“ textiliích se už nenachází.